# A földrajzi nevek helyesírása
A földrajzi nevek helyesírása a tulajdonnevek helyesírásán belül különálló, nagyobb csoportot képez a típusaik változatossága miatt. A magyar helyesírás szabályai érvényes (12.) kiadása a 172–185. pontjában tárgyalja, a részletesebb szabályozást pedig A földrajzi nevek helyesírása (1998, 2003) és az Osiris kiadó Helyesírás c. kötete (2004/2006) ismerteti. Az egyes típusok írásmódjához konkrétan az alábbi szempontok vehetők alapul (didaktikai célból az eredetitől némileg eltérő sorrendben, többnyire az általánosabbtól az egyedibb felé haladva, alapvetően a kötőjel-egybeírás-különírás praktikus szempontja szerint).

## A tulajdonnevekre vonatkozó általános szabályok érvényesülése
Az egyéb tulajdonnevekre vonatkozó szabályok (általánosságban a 152. pont, különösen pedig a 208–211. és 215–217. pontok) többnyire a földrajzi nevekre is vonatkoznak:
- Az idegen neveknek többnyire megőrizzük eredeti írásmódját, pl. Sevilla, Hawaii, Loire, ideértve a mellékjeleiket is, pl. Łódź, Liepāja.
- Egyes formáknál tekintetbe vesszük a magyarban meghonosodott alakokat, és ennek megfelelően írjuk ezeket, pl. Párizs, Szajna, Temze. (Ide tartozik például Luxemburg mint ország is, amelynek végén u-t írunk, mivel országok nevében elterjedtebb a magyaros írásmód; fővárosa nevében ugyanakkor megőrizzük az eredeti ou-t: Luxembourg.)
- A nem latin írásrendszert használó nyelvekből átvett alakoknál magyar átíráshoz folyamodunk, pl. Athén, Kairó, Himalája. (Az utóbbi két eset átfedésének tekinthetők azok a nevek, amelyek nem latin írású nyelvekből származnak, de a magyarban a szabályostól eltérő alakjukban honosodtak meg, l. Az átírási és átbetűzési szabályok ellenében hagyományosan rögzült szavak listája földrajzi neveit.)
- Toldalék kapcsolásakor a két mássalhangzóhoz kapcsolódó, velük egyező harmadik elé kötőjel kerül, pl. Bükk-kel, Bonn-nal (93. pont).
- A néma betűhöz és írásrendszerükben szokatlan betűegyüttesekhez kötőjellel kapcsoljuk a toldalékokat, pl. Glasgow-ban, Montreaux-ig, Bordeaux-ból; ez a kötőjel melléknévképzéskor is megőrződik, viszont a szó kisbetűsre módosul: glasgow-i, montreaux-i, bordeaux-i.
- A megszokottabb betűkapcsolatokhoz (ch, th, sh stb.) viszont kötőjel nélkül, a megközelítő magyar kiejtésnek megfelelően kapcsoljuk a toldalékokat, pl. Greenwich, Greenwichben, Greenwichcsel, greenwichi.
- Ha az -i melléknévképző eleve i-re végződő szóhoz járul, a képző nem ismétlődik meg: Zamárdi és zamárdi, Helsinki és helsinki.
  - Y-ra végződő nevekhez (bár kiejtésük változatlan) szintén kitesszük az -i-t, ha melléknevet képezünk belőlük, pl. Coventry és coventryi, Vichy és vichyi.
  - Nem ide soroljuk azokat a neveket, ahol az y valamely más betűegyüttes része: ilyenkor már kötőjelet teszünk, például Sydney és sydney-i (az ey betűkapcsolat miatt).
- A szó végi -o, -ö betűk idegen földrajzi nevekben is megnyúlnak az -i képző előtt: Malmö és malmői, Oslo és oslói.
- Egyéb toldalékok előtt természetesen a szó végi -a és -e is megnyúlhat idegen nevekben éppúgy, mint a magyar megnevezésekben, bár ezeket a magánhangzókat az -i képző nem érinti: Sinaia és sinaiai, Tampere és tamperei, ugyanakkor Sinaiát, Tamperét.

Az alább részletezett sajátos szabályok közül is több olyan akad, amely a tulajdonnevek szabályaiból következik, illetve más vonatkozó szabályokkal analóg módon működnek, például a Mátra hegység, Gyöngyös város írásmód a 126. pontban szereplő Fazekas úr, Nagy család esetének, illetve a 194. pontban írott Audi gépkocsi, Omnia kávé stb. esetének felel meg, míg a melléknévképzővel ellátott alakok írása alapvetően a 161. pont mintáját, a személynevek írásmódját tükrözi (móriczi, rippl-rónais és Széchenyi István-i). A csillagászati elnevezések szintén a földrajzi nevekhez hasonlóan íródnak (pl. Androméda-köd és Androméda-ködbeli, l. 185. pont). A különírt földrajzi nevek egyik csoportjában, az államnevekben az intézménynevek írására lehet ráismerni (187. pont).

## A földrajzi nevek írásának sajátos szabályai
A földrajzi nevek írásának alapelveit a szabályzat 172. pontja ismerteti.

### Az egyelemű földrajzi nevek
Egyes földrajzi nevek egyeleműek, így ezekre csak az alapszabály vonatkozik (minthogy az elemek kapcsolásának kérdése nem merül fel):
- A földrajzi neveket – más tulajdonnevekhez hasonlóan – alapformájukban nagybetűvel, melléknévképzős alakjukban pedig kisbetűvel írjuk, pl. Európa és európai.

### Kötőjeles írásmód

#### A tipikus földrajzi nevek
A földrajzi nevek tipikus esetében (pl. hegyek, szigetek, tavak, folyók nevében, vö. földrajzi köznév), amennyiben többtagúak, az elemeket kötőjel választja el, és csupán a kezdőbetűjük lesz nagybetűs, például: Velencei-tó, János-hegy, Dunántúli-középhegység.
A kötőjeles írásmód egyúttal megkülönböztetést is hordoz másfajta földrajzi nevekkel szemben (l. alább). A Margit-sziget például domborzati névként kötőjeles, városrésznévként viszont egybeíródik (Margitsziget), ugyanígy mást jelöl a Sáros-patak (víznév) és a Sárospatak (városnév).
- Amennyiben a földrajzi név belsejében tulajdonnév van, az nagybetűs marad: Nyugat-Dunántúl, Magas-Tátra.
- Ha ezeket -i (-beli) képzővel látjuk el, az írott alak – mivel immár melléknév – kis kezdőbetűsre vált, a kötőjellel kapcsolt tagok mindegyikét beleértve: Holt-Tisza és holt-tiszai, Kelet-Közép-Európa és kelet-közép-európai.
- Ez azonban nem vonatkozik az összetételek azon elemeire, amelyek önmagukban tulajdonnevek, amennyiben az -i (-beli) képző nem közvetlenül hozzájuk kapcsolódik: János-hegy és János-hegyi, Holt-Tisza-berek és holt-Tisza-bereki (vö. Dél-Kína és dél-kínai, Új-Dél-Wales és új-dél-walesi).
- Tulajdonnévnek számítjuk mindazt, amiben a magyar nyelvérzék nem ismer fel köznevet.[1] A Sólyom-sziget és a Sváb-hegy esetén például a sólyomról tudható, hogy főnév, a svábról, hogy melléknév, így ezek melléknévképzős alakja kisbetűs: sólyom-szigeti, sváb-hegyi. A Csepel-sziget, Balaton-felvidék, Kab-hegy, illetve a külföldi nevek közül a Kaszpi-tenger, Huron-tó első eleméről vagy kifejezetten tudjuk, hogy tulajdonnevek, vagy pedig a magyar nyelv szempontjából nem egyértelműen köznevek, így ezek melléknévképzős alakjában megőrződik a nagybetű: Csepel-szigeti, Balaton-felvidéki, Kab-hegyi, illetve Kaszpi-tengeri, Huron-tavi.
  - Ez érvényes az Új-Zéland és hasonló esetekre is (bár ez a sorrend miatt kevésbé okoz nehézséget, hiszen a képző itt közvetlenül az utótaghoz kapcsolódik): új-zélandi.
- A földrajzi névben lévő esetleges önálló tulajdonnévi tag több különírt elemből is állhat; ezek érintetlenül maradnak: Szent Anna-tó és Szent Anna-tavi, Buen Tiempo-fok és Buen Tiempo-foki.

#### Tulajdonnevek összekapcsolásából (mellérendeléséből) alakult földrajzi nevek
Ha a földrajzi névnek mindegyik eleme tulajdonnév (alapvetően egyenrangú elemeket kapcsol össze), természetesen mindet nagybetűvel írjuk: Kál-Kápolna (vasútállomás), Győr-Moson-Sopron ([vár]megye). Melléknévképzős alakjaikban a képző mindegyik elemet kisbetűssé teszi: kál-kápolnai, győr-moson-soproni.
- Hasonlóképpen a más nyelvű, kötőjellel kapcsolt, többtagú földrajzi neveknél, pl. Monte-Carlo – monte-carlói vagy – amennyiben néma betű vagy bonyolult betűkapcsolat van a szó végén – Brienne-le-Château – brienne-le-château-i.[2] Ha viszont a képző nem közvetlenül a tulajdonnévi elem(ek)hez, hanem egy földrajzi köznévhez kapcsolódik, akkor a tulajdonnévi elem(ek) nagy kezdőbetűje a képző előtt is megőrződik: Sala-y-Gomez-hátság – Sala-y-Gomez-hátsági.[3]

Így kezeljük azokat az eseteket is, ahol a helységnévhez a helységrész (tehát alegysége) nevét kapcsoljuk: Érd-Ófalu. Melléknévképzős alakjaik a fentiekhez hasonlóan az érd-ófalui mintát követik.

#### A nagykötőjeles írásmód
Valamettől valameddig viszony kifejezésére földrajzi nevekben is a nagykötőjelet használjuk, pl. Budapest–Bécs (útvonal), valamint Volga–Don-csatorna, Baradla–Domica-barlangrendszer.
- Ha az -i (-beli) képző a szó végén eleve tulajdonnévhez járul, akkor nemcsak a közvetlenül érintett elem, hanem a másik, vele egyenrangú elem is kisbetűs lesz: budapest–bécsi.
- Ha viszont a melléknévképző a szó végén földrajzi köznévhez kapcsolódik, akkor a nagykötőjellel kapcsolt tulajdonnévi elemek írásmódja nem változik: Volga–Don-csatornai, Baradla–Domica-barlangrendszeri.

Hasonlóképpen írjuk az olyan névtársításokat tartalmazó kapcsolatokat, mint Cseh–Morva-dombság, Zala–Somogyi-határárok.
- Ezekben melléknévképző kapcsolása esetén a köznévi elemek kisbetűsre váltanak: cseh–morva-dombsági, a több tagra együttesen vonatkozó képző pedig mindegyik elemet kisbetűssé teszi: zala–somogyi-határároki.

### Az egybeírás
Az egybeírt alakú nevek közé tartoznak az ország- és országrésznevek, egyes tájegységek neve, másrészről pedig a magyar helységnevek és helységrésznevek.

#### Ország-, országrésznevek és egyes tájegységek neve
A fenti csoportba tartozó neveket akkor is egybeírjuk (kötőjel nélkül), ha több elemből állnak: Németország, Elefántcsontpart (országok), valamint Kisalföld, Dunakanyar, Hegyalja, Csecsenföld, Palócföld (országrészek, tájegységek).

#### Magyar (és egyes külföldi) helység- és helységrésznevek
A magyar helységneveket és helységrészneveket egybeírjuk, pl. Budapest, Balatonalmádi (település), valamint azon külföldi településneveket is, amelyek magyar megfelelője magyar nyelvű elemekből áll, pl. Újvidék, Fokváros.
- A fenti neveket akkor is egybeírjuk, ha tulajdonnevek szerepelnek bennük: Wekerletelep, Ferencváros (a tulajdonnevek a szó belsejében kisbetűsek lesznek: Alsóbélatelep).
  - Ez az egybeírás a szűkebb értelemben vett földrajzi nevektől is megkülönböztetést jelenthet, például a Vonyarcvashegy írásmód egybeírása jelöli, hogy nem hegyről, hanem településről van szó, amint a Gellérthegy forma egybeírása városrészt jelöl, szemben a konkrét hegyre utaló Gellért-hegy alakkal.
- Az egybeírás e kategória esetén akár a szótagszámlálás szabálya ellenében is érvényesül: Szépkenyerűszentmárton. (Ez tehát szembenáll a tulajdonnév és köznév kapcsolatának a 166. pontban ismertetett szokásos kötőjeles írásmódjával.)
- A többelemű tulajdonnevek azonban itt is megőrződnek, és az egybeírást ilyenkor kivételesen kötőjel váltja fel: József Attila-telep, Biczó István-kert (vö. a fenti Wekerletelep típussal).

### A különírás

#### Mai és történelmi államnevek
A különírt földrajzi nevek egyik csoportja a mai és történelmi államnevek, amelyeknek mindegyik elemét nagybetűvel írjuk, pl. Francia Köztársaság, Római Birodalom, Suriname Köztársaság.
- A különírt elemek tagjai között lehetnek olyanok, amelyekben kötőjel szerepel, az itteni utótag azonban nem válik nagybetűssé a fő elemek mintájára, pl. a Dél-Afrika tulajdonnévből képzett dél-afrikai melléknévnek csak a kezdőbetűje lesz nagybetűs a Dél-afrikai Köztársaság államnévben.
- Ezek -i (-beli) képzős formájában mindegyik elemek kisbetűsre vált, csupán a tulajdonnévi elemek maradnak nagybetűsek, pl. francia köztársasági, római birodalmi (és természetesen dél-afrikai köztársasági)[4], ugyanakkor Suriname köztársasági.

#### Államrészek neve
A különírt földrajzi nevek másik csoportját az államrészek neve alkotja, amelyeknek csak a szorosan vett tulajdonnévi elemeit írjuk nagybetűvel, pl. Ungvári járás, Voronyezsi terület, Baranya megye, Kent grófság, New York állam.
- Ezek tulajdonnévi (azaz gyakorlatilag -i nélküli) elemei – de csak azok – szintén kisbetűsre váltanak, ha a névhez melléknévképző járul, pl. ungvári járási, voronyezsi területi, azonban Baranya megyei, Kent grófsági, New York állambeli.

#### Közterületek neve
A harmadik csoportot a közterületek neve alkotja: ide nemcsak az utcák, utak, terek stb. neve, hanem például a hidak neve is tartozik: Váci utca, Március 15. tér, Erzsébet híd.
- Ezek tulajdonnévi elemeinek nagybetűi szintén megőrződnek melléknévképző hozzákapcsolása esetén: Váci utcai, Március 15. téri, Erzsébet hídi.

#### Jelölt szókapcsolatok földrajzi névként
Végül (negyedik csoportként) egyes nyelvtanilag jelölt (tárgyas, határozós, birtokos jelzős, valamint névutós) szókapcsolatok is földrajzi névvé válhatnak. Ezek különírása megőrződik, és csak az egész szerkezet kezdőbetűje (valamint a névben előforduló esetleges tulajdonnév) lesz nagybetűs, pl. Keveset érő, Székre járó, Tilos alja.
- Ezek melléknévképzővel megőrzik mindegyik kezdőbetűt, pl. Keveset érői, Székre járói, Tilos aljai.
- Sajátos esetet alkotnak az utóbbi csoportban a jelölt birtokos szerkezetek, amelyek ha melléknévképzőt kapnak, elveszítik a birtokjelet (-a/-e/-ja/-je), ugyanakkor továbbra is az eredeti alaknak megfelelően kezeljük őket, nem pedig a jelöletlen birtokos kapcsolatot vesszük figyelembe, pl. Duna mente és Duna menti (különírva), Vác környéke és Vác környéki (különírva), hasonlóképpen: Duna–Tisza köze és Duna–Tisza közi, tehát nem kerül kötőjel a melléknévképzős alakba.

#### Látszólag ide tartozó (különírt) esetek
- Nem földrajzi név, de alakilag ide tartozó eset, amikor földrajzi nevekhez magyarázó célú utótag kapcsolódik: természetesen ez is különíródik, pl. Gyöngyös város, Mátra hegység, Duna folyam.
- Egyes esetekben kevésbé közismert, hogy meddig terjed a voltaképpeni tulajdonnév, így ez is hibaforrás lehet, pl. Fertő tó, Krím félsziget, La Manche csatorna, ahol a tó, félsziget, csatorna nem része a névnek, tehát Fertő, Krím és La Manche alakban is teljes értékű nevek lennének (lásd Köznévi utótag nélküli földrajzi nevek listája).
- Szintén csak alakilag ide tartozó eset, amikor alkalmi jelző szerepel egy földrajzi név előtt, amely – mivel annak nem része – értelemszerűen szintén különíródik tőle, pl. az olasz Alpok.
- A különírt elemekből álló idegen földrajzi nevek a magyar nyelv szempontjából nem elemezhetőek, gyakorlatilag egyeleműnek számítanak, tehát elemeik változatlanul megőrződnek, pl. New York, Karlovy Vary, Buenos Aires, a melléknévképző pedig kötőjellel kapcsolódik eredeti formájukhoz: New York-i, Karlovy Vary-i, Buenos Aires-i.